# Bungain
Le bungain est une langue papoue parlée en Papouasie-Nouvelle-Guinée, dans la province du Sepik oriental.

## Classification
Le bungain fait partie des langues marienberg qui sont rattachées à la famille des langues torricelli.